# Flatmark Station
Flatmark Station (Flatmark stasjon eller Flatmark stoppested) var en jernbanestation, der lå i Flatmark i Rauma kommune på Raumabanen i Norge.
Stationen blev åbnet som holdeplads sammen med den sidste del af banen fra Verma til Åndalsnes 30. november 1924. Stationen blev nedgraderet til trinbræt 15. juni 1953, og 29. maj 1988 ophørte betjeningen med persontog. Stationen blev nedlagt 27. maj 1990.
Stationsbygningen, der var opført i gulmalet træ, var tegnet af NSB Arkitektkontor ved Gudmund Hoel og Bjarne Friis Baastad. Den blev revet ned i 1984. Stationen havde desuden et vandtårn, der også er revet ned. Stationen bestod i øvrigt af et enkelt spor med tilhørende perron.